# Sarīvdeh
Sarīvdeh (persiska: سريوده) är en ort i Iran.   Den ligger i provinsen Mazandaran, i den norra delen av landet, 80 km norr om huvudstaden Teheran. Sarīvdeh ligger 1 553 meter över havet och antalet invånare är 255.
Terrängen runt Sarīvdeh är bergig åt sydväst, men åt nordost är den kuperad. Sarīvdeh ligger nere i en dal. Runt Sarīvdeh är det ganska glesbefolkat, med 50 invånare per kvadratkilometer. Närmaste större samhälle är Baladeh, 17,5 km söder om Sarīvdeh. Trakten runt Sarīvdeh består i huvudsak av gräsmarker.